# 공군기상연대
공군기상연대(중국어 정체자: 空軍氣象聯隊, 영어: Air Force Weather Wing)는 중화민국 공군의 군사 기상학 연대이다.

## 역사
1921년, 중화민국 국무원 항공서 항운창 산하에 기상과가 설치되었다. 중화민국 공군에서 가장 먼저 설립한 분과이다.
1926년, 기상과는 항공서 관리사로 이전하였다.
1934년 5월, 항공서는 국민정부 군사위원회으로 전속하고, 항공측후소가 제1측후소(第一測候所)로 개명되고, 중앙정부 항공학교에 제2측후소, 장시 난청에 항공역에 제3측우소(第三測候所)를 설립하였다.
1939년 1월 1일, 제1, 2, 3측후소를 통합하여 충칭의 강베이 공원에 기상총태를 설립하였다 두달 뒤, 청두시로 옮겼다.
1947년 1월 1일, 난징에서 공군총사령부 직속 130여 개의 기상대로로 편성된 공군기상총대로 개편되었다. 2월 1일, 선양, 베이핑, 시안, 항커우, 충칭에 5개 기상대대, 타이완에 1개 중대를 편성하였다. 8월, 각 기상대대는 주둔지의 군구사령부, 각급 기상대는 주둔지의 근무부대나 공군기지의 관할로 변경되고, 총대는 기술감독를 맡았다.
1948년, 기상총대는 난징에서 타이완 단수이로 이사하였고, 각 기상부대도 차례차례 대만으로 건너왔다.
1951년 각급 기상대가 총대로 귀대하였다.
1954년 12월 1일, 기상총대가 기상연대로 개편되었다.
1991년 2월 1일, 기상연대는 공군작전사령부로 전속하였고, 2006년 3월 1일에 사령부는 지휘부로 지위가 한 단계 낮아졌다
2009년 11월, 기상연대의 지휘관이 소장에서 상교로 지위로 내려갔다.

## 조직

### 지도부
- 연대장: 상교 1명
- 부연대장: 상교 1명

### 산하 조직
기상연대 산하의 부대는 1부터 11까지의 기지날씨센터 및 뤼다오 기상전달 급 탐공분대로 편성되어 있다. 주로 타이완성의 공항과 이도에 배치되어 있다. 각 센터의 주임이 주관이 된다.
- 공군기상센터: 타이베이시 궁관[1]
- 제1기지날씨센터 - 타이난 공항[2]
- 제2기지날씨센터 - 신주 공항(중국어:新竹機場)[3]
- 제3기지날씨센터 - 타이중시 칭취안강 비행장[4]
- 제4기지날씨센터 - 자이 수이상 공항[5]
- 제5기지날씨센터 - 타이둥시 가로당(중국어:加祿堂) 방공포병훈련소[6][fn 1]
- 제6기지날씨센터 - 핑둥 공항[7]
  - 타이핑 파견 기상조 - 타이핑다오[8]
- 제7기지날씨센터 - 펑후 마궁 공항[9]
- 제8기지날씨센터 - 타이베이 쑹산 공항[10]
- 제9기지날씨센터 - 화롄 공항[11]
- 제10기지날씨센터 - 타이둥 공항[12]
- 제11기지날씨센터 - 강산 공군기지(중국어:岡山空軍基地), 공군군관학교[12]
- 뤼다오 기상전달 탐공분대(綠島氣象雷達及探空分隊): 타이둥 뤼다오향 훠샤오산[13]

## 기록

### 계보
- 1939년 1월 1일, 氣象總台, 기상총태
- 1947년 1월 1일, 氣象總隊, 기상총대
- 1954년 12월 1일, 氣象聯隊, 기상연대

### 소속
1. 공군총사령부(이후의 공군사령부); 1954년 12월 1일 ~ 1991년 2월 1일
2. 공군작전사령부(이후 공군작전지휘부); 1991년 2월 1일 ~ 현재

## 참고

### 인용
1. ↑  中華民國空軍 >>最新消息 보관됨 2014-10-06 - 웨이백 머신，2011-08-08
2. ↑  空軍第一基地天氣中心成立第55週年隊慶活動—歷史傳承、同袍情深 | 【WEnews】| NOWnews 今日新聞網 보관됨 2014-10-06 - 웨이백 머신，2011-11-22
3. ↑  ◎ 大兵出列 - 氣象兵歐婷瑜: 夢想實踐要趁早！ 보관됨 2014-10-06 - 웨이백 머신
4. ↑  “中華民國空軍 >>軍(隊)史館開放資訊專區 >>美軍足跡館”. 2014년 10월 5일에 확인함.
5. ↑  “南臺科大推動全民國防教育「國防夢想家」活動 獲熱烈回響 | 中央社訊息平台”. 2014년 10월 5일에 확인함.
6. ↑  “空軍基地第五天氣中心 浩蕩搬遷”. 2014년 10월 5일에 확인함.
7. ↑  ◎ 航院參訪空軍天氣中心 學以致用 보관됨 2014-10-06 - 웨이백 머신
8. ↑  “存档副本”. 2016년 8월 11일에 확인함.
9. ↑  “揭空難真相 段宜康質疑: 機長要求改跑道遭拒 | NOWnews 今日新聞”. 2014년 10월 5일에 확인함.
10. ↑  空軍專業氣象團隊　全天候確保飛航安全 보관됨 2014-10-06 - 웨이백 머신
11. ↑  空軍第九基地天氣中心 47週年隊慶_更生日報_宜蘭花蓮台東新聞 보관됨 2014-10-06 - 웨이백 머신
12. 1 2  蒲金標 (2007년 3월 1일). 《航空氣象學》. 秀威出版. 251–쪽. ISBN 978-986-7614-03-2.
13. ↑  公館國小參訪空軍綠島分隊　深耕全民國防種籽[깨진 링크]